# LA Current
El LA Current (Corriente de Los Ángeles en español) es una franquicia estadounidense de natación profesional, que participa en la Liga Internacional de Natación. Tiene sede en la ciudad de Los Ángeles (California), integra la Conferencia Americana y su clásico rival son los Cali Condors.

## Historia
El club se creó en 2018.

## Rendimiento
En la temporada inicial el equipo peleó por el liderazgo de su conferencia desde el inicio.

## Plantel
Si no se indica la nacionalidad, es americana. En Hitos se cita solo el resultado más importante y en Estilo el más destacado.

### Mujeres
| Nadadora            | Edad    | Hitos                             | Estilo   |
| ------------------- | ------- | --------------------------------- | -------- |
| Bailey Andison      | 27 años | Selección canadiense              | Pecho    |
| Kathleen Baker      | 28 años | Medallista olímpica               | Espalda  |
| Madeline Banic      | 27 años | Campeona NCAA                     | Crol     |
| Amy Bilquist        | 27 años | Campeona Mundial de Piscina Corta | Espalda  |
| Jhennifer Conceição | 27 años | Campeona Panamericana             | Pecho    |
| Ella Eastin         | 27 años | Campeona Universiada              | Mariposa |
| Béryl Gastaldello   | 30 años | Campeona Europea                  | Crol     |
| Anne Lazor          | 30 años | Campeona Panamericana             | Pecho    |
| Linnea Mack         | 29 años | Selección estadounidense          | Medley   |
| Katie McLaughlin    | 27 años | Campeona Mundial                  | Medley   |
| Farida Osman        | 30 años | Campeona Africana                 | Mariposa |
| Leah Smith          | 29 años | Campeona Olímpica                 | Crol     |
| Kendyl Stewart      | 30 años | Selección estadounidense          | Medley   |
| Aly Tetzloff        | 27 años | Selección estadounidense          | Medley   |

### Varones
| Nadador          | Edad    | Hitos                              | Estilo   |
| ---------------- | ------- | ---------------------------------- | -------- |
| Nathan Adrian    | 36 años | Campeón Olímpico                   | Medley   |
| Dylan Carter     | 29 años | Bronce en Mundial de Piscina Corta | Mariposa |
| Michael Chadwick | 29 años | Campeón Mundial                    | Medley   |
| Jack Conger      | 30 años |                                    | Crol     |
| Matthew Grevers  | 39 años | Campeón Olímpico                   | Espalda  |
| Ryan Held        | 29 años | Campeón Olímpico                   | Crol     |
| Chase Kalisz     | 31 años | Subcampeón Olímpico                | Medley   |
| Will Licon       | 30 años | Campeón Panamericano               | Pecho    |
| Felipe Lima      | 39 años | Subcampeón Mundial                 | Pecho    |
| Ryan Murphy      | 29 años | Campeón Olímpico                   | Espalda  |
| Blake Pieroni    | 29 años |                                    | Crol     |
| Josh Prenot      | 31 años |                                    | Pecho    |
| Andrew Seliskar  | 28 años | Campeón Mundial Juvenil            | Mariposa |
| Thomas Shields   | 33 años | Campeón Olímpico                   | Medley   |